# 1975年夏季世界大学生运动会中国代表团
1975年夏季世界大学生运动会中国代表团是中华人民共和国所派出的参加1974年8月18日至21日在意大利罗马举行的1975年夏季世界大学生运动会代表团。本次比赛仅有田径一个项目，中国代表团成绩平平。
由于1959年夏季世界大学生运动会时，东道主意大利仍与中华民国建交，不允许中国代表团升中华人民共和国国旗，此后，中华人民共和国再未参加国际大学生体育联合会举办的赛事。1975年初，台湾欲以中国的名义加入国际大学生体育联合会，惊动了中央人民政府体育运动委员会的领导。中国大学生体育协会正式成立，并于4月12日申请入会。6月20日，华沙执委会讨论并通过了入会申请，于9月16日罗马的代表大会上正式通过。